# Kevin Schwäbe
Kevin Schwäbe (* 1. Oktober 1990) ist ein deutscher Ringer. Er wurde 2011 deutscher Meister im freien Stil im Halbschwergewicht.

## Werdegang
Kevin Schwäbe begann als Jugendlicher im Jahre 1996 beim ASV Dieburg mit dem Ringen. Er konzentrierte sich dabei auf den freien Stil. Nachdem sich nach und nach Erfolge einstellten, wechselte der 1,84 Meter große Athlet, der im Halbschwergewicht, der Gewichtsklasse bis 96 kg Körpergewicht steht, zum KSV Seeheim, dem KSC Hösbach und dem ASV Mainz. Seit 2010 ringt er wieder für den KSC Hösbach. Trainiert wird er hauptsächlich von Jens Gündling und dem Bundestrainer Alexander Leipold.
Kevin Schwäbe war schon im Jugendbereich sehr erfolgreich und errang in diesen Altersgruppen fünf deutsche Meistertitel. 2009 belegte er bei der deutschen Juniorenmeisterschaft im Halbschwergewicht hinter Johannes Kessel vom KSV Berghausen den 2. Platz. 2011 gelang es ihm dann vor William Harth vom TKSV 1906 Duisdorf und Nico Graf vom KFC Leipzig und Viktor Reh  RKG Freiburg 2000  deutscher Meister im Halbschwergewicht zu werden.
Die internationale Ringerlaufbahn von Kevin Schwäbe begann bereits im Jahre 2006, als er bei der Junioren-Europameisterschaft (Cadets) in Istanbul in der Klasse bis 85 kg den 12. Platz belegte. Den gleichen Platz belegte er auch bei der Junioren-Europameisterschaft 2007 in Warschau in der gleichen Gewichtsklasse. Nach einem 8. Platz bei der Junioren-Europameisterschaft 2008 in Košice im Halbschwergewicht gelang ihm bei der Junioren-Weltmeisterschaft dieses Jahres in Istanbul eine deutliche Steigerung, denn er kam dort in der gleichen Gewichtsklasse auf einen hervorragenden 5. Platz.
Nach dem Gewinn des deutschen Meistertitels 2011 wurde er dann auch bei der Europameisterschaft in Dortmund eingesetzt. Er kam dort zu einem Sieg über Leon Rattigan aus Großbritannien, unterlag aber in seinem nächsten Kampf denkbar knapp nach Punkten (1:2 Runden, 3:3 Punkte) gegen Belduki Gawaschelischwili aus Georgien und schied aus. Er platzierte sich damit auf dem 9. Platz.
2012 wurde Kevin Schwäbe auch bei der Europameisterschaft in Belgrad eingesetzt. Dort musste er sich in seinem ersten Kampf gegen Iwan Jankowski aus Belarus geschlagen geben und kam auf den 13. Platz.
Sein jüngerer Bruder Marvin Schwäbe übte bis zu seinem 14. Lebensjahr ebenfalls die Sportart aus, schlug dann aber eine Laufbahn als Profifußballer ein.

## Internationale Erfolge
| Jahr | Platz | Wettbewerb                         | Gewichtsklasse | Ergebnisse |
| 2006 | 12.   | Junioren-EM (Cadets) in Istanbul   | bis 85 kg      | Sieger: Andrei Waliew, Russland vor Alexander Derimenko, Ukraine |
| 2007 | 12.   | Junioren-EM (Cadets) in Warschau   | bis 85 kg      | Sieger: Andrei Waliew vor Artem Slussarenko, Ukraine |
| 2008 | 8.    | Junioren-EM in Košice              | Halbschwer     | Sieger: Juri Belonowski, Russland vor Dániel Ligeti, Ungarn |
| 2008 | 5.    | Junioren-WM in Istanbul            | Halbschwer     | nach Siegen über Grigorie Canali, Moldawien und Mitsuyoshi Naito, Japan, einer Niederlage gegen Alan Sasejew, Russland, einem Sieg über Jozef Jaloviar, Slowakei und einer Niederlage gegen Komeil Ghasemi, Iran |
| 2009 | 3.    | Intern. Juniorenturnier in Riga    | Halbschwer     | nach Sieg über Dschalilow, Russland, Niederlage gegen Magomed Ibragimow, Russland und Sieg über Norkus, Litauen                                                                                                  |
| 2011 | 9.    | EM in Dortmund                     | Halbschwer     | nach einem Punktsieg über Leon Rattigan, Großbritannien und einer Niederlage gegen Belduki Gawaschelischwili, Georgien                                                                                           |
| 2011 | 2.    | Großer Preis von Spanien in Madrid | Halbschwer     | hinter William Harth, Deutschland, vor Korey Jarvis, Kanada und Johannes Kessel, Deutschland |
| 2012 | 3.    | Granma-Cerro Pelado-Cup in Havanna | Halbschwer     | hinter Dustin Kilgore und Thomas Rowlands, beide USA, gemeinsam mit Javier Cortina Lacerra, Kuba, vor William Harth                                                                                              |
| 2012 | 13.   | EM in Belgrad                      | Halbschwer     | nach einer Punktniederlage gegen Iwan Janowski, Belarus |

## Deutsche Meisterschaften
(nur Seniorenbereich)
| Jahr | Platz | Gewichtsklasse | Ergebnis                                                                                   |
| 2011 | 1.    | Halbschwer     | vor William Harth, TKSV 1906 Duisdorf und Nico Graf, KFC Leipzig, Viktor Reh, RKG Freiburg |

## Erläuterungen
- alle Wettkämpfe im freien Stil
- WM = Weltmeisterschaft, EM = Europameisterschaft
- Halbschwergewicht, Gewichtsklasse bis 96 kg Körpergewicht